# Classe Bereza
Le unità appartenenti alla classe Bereza (progetto 130 secondo la classificazione russa) sono state progettate per svolgere operazioni di smagnetizzazione alle altre unità della flotta.
La classificazione russa è Sudno Razmagnichivanya (SR), ovvero nave per deperming.

## Sviluppo, tecnica e servizio
Le Bereza costituiscono un'evoluzione rispetto alle precedenti classe Pelym. Costruite in Polonia (Danzica), hanno dimensioni maggiori ed un equipaggio più numeroso.
Queste navi sono entrate in servizio tra il 1985 ed il 1990, e sono state costruite in 17 esemplari.
La maggior parte di questi sono ancora oggi nominalmente in servizio con la Marina Russa
Flotta del Nord:
- SR 74
- SR 216
- SR 478
- SR 548
- SR 569
- SR 938

Flotta del Baltico:
- SR 28
- SR 120
- SR 245
- SR 479
- SR 570
- SR 936

Flotta del Mar Nero:
- SR 137
- SR 541
- SR 939

Flottiglia del Caspio:
- SR 933

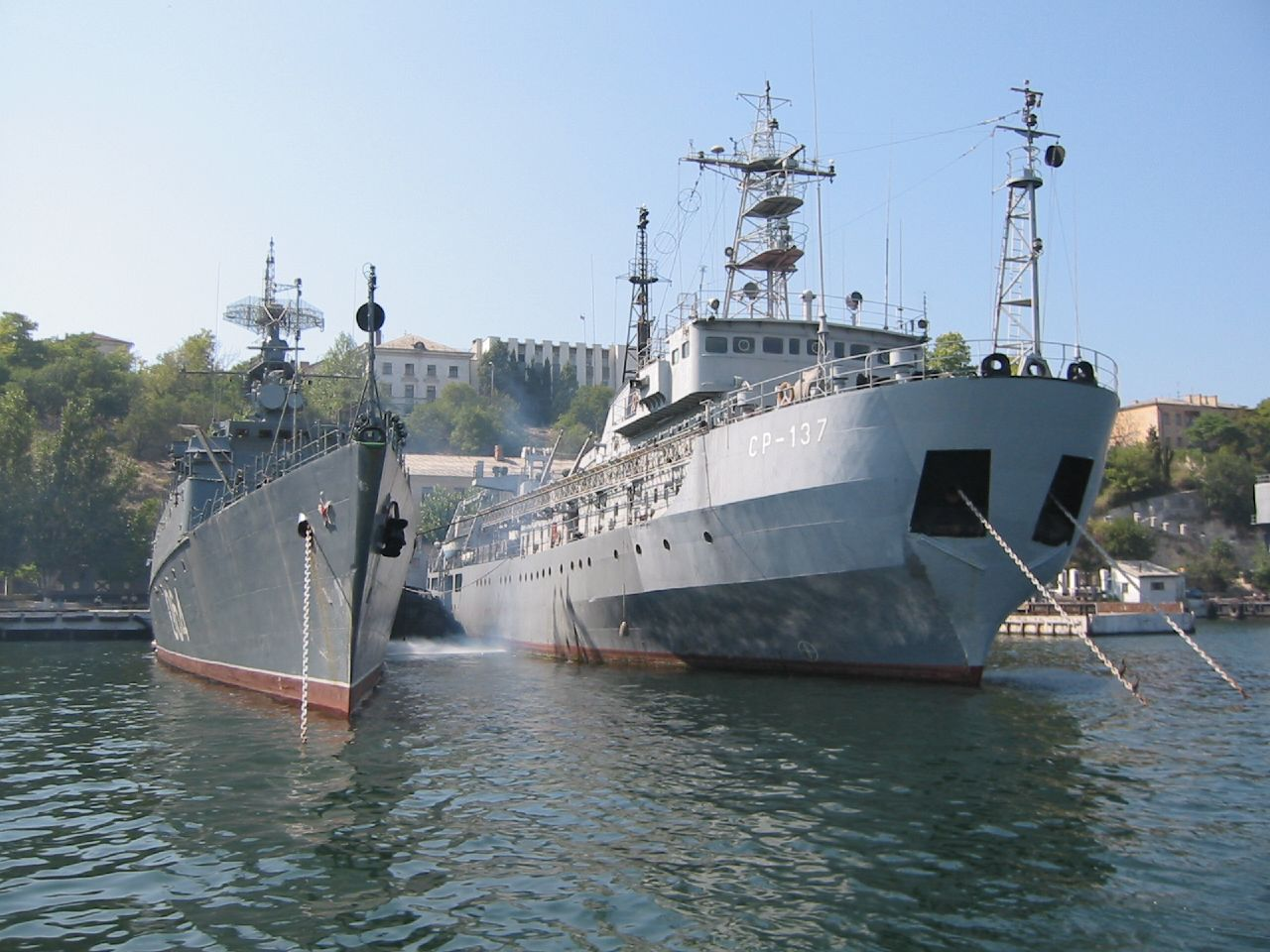
La SR 137 (a destra), fotografata a Sebastopoli.

Altri due esemplari vennero abbandonati incompleti al crollo dell'URSS.

## Esemplari in servizio in altri Paesi
Un'unità, la U811 Balta (ex SR 568), è stata trasferita all'Ucraina nel 1997.
Una delle unità incomplete è stata in seguito ultimata per la marina polacca come nave ausiliaria multiruolo. Questa nave, entrata in servizio nel 2001, porta il nome di Kontradmiral X. Czernicki. Risulta in grado di svolgere i compiti di nave appoggio per posamine, trasporto ed operazioni di intelligence. Le caratteristiche tecniche sono più o meno le stesse, con l'eccezione del dislocamento, che è superiore (2.390 tonnellate).
Dal 1988, inoltre, vi è in servizio un'unità di questo tipo in Bulgaria (Kapitan Dimiter Dobrev), che è utilizzata anche per compiti di addestramento.